# 波爾克市 (愛荷華州)
波爾克城（英語：Polk City）是一個位於美國愛荷華州波爾克縣的城市。

## 地理
波爾克城的座標為41°46′14″N 93°42′57″W / 41.77056°N 93.71583°W，而該地的平均海拔高度為269米（即883英尺）。

## 人口
根據2010年美國人口普查的數據，波爾克城的面積為11.58平方千米，當中陸地面積為11.19平方千米，而水域面積為0.39平方千米。當地共有人口3418人，而人口密度為每平方千米295人。